# Mikoian-Gurévitx MiG-21
El Mikoian-Gurévitx MiG-21 (rus: Микоян и Гуревич МиГ-21, denominació OTAN 'Fishbed') és una aeronau supersònica de combat, dissenyada per l'estudi de disseny de Mikoian-Gurévitx a la Unió Soviètica. Se sobrenomenava popularment "balalaica", per la semblança de la forma de l'aeronau amb l'instrument musical rus o bé oówek (llapis) per pilots polonesos a causa de la forma de la seva estructura. Les primeres versions són considerats caces jet de segona generació, mentre que es considera que les versions posteriors són caces jet de tercera generació. Uns 50 països de quatre continents han fet volar el MiG-21, i encara està en servei, mig segle després del seu vol inaugural. El caça va instaurar diversos rècords d'aviació. Com a mínim de nom, és l'aeronau jet supersònica més produïda en història d'aviació i l'avió de combat més produït des de la Guerra de Corea, i l'aeronau que s'ha produït durant un període més llarg en la història de l'aviació de combat (1959 a 1985 en totes les variants).

## Desenvolupament

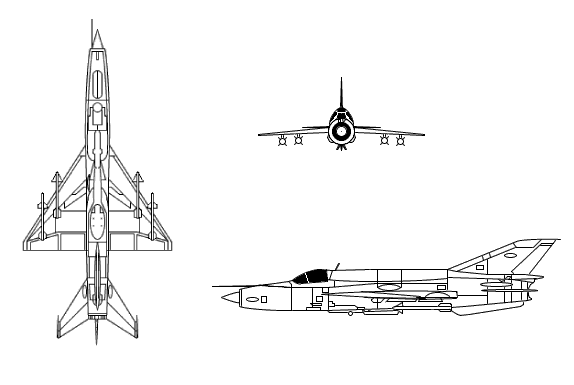
Dibuix esquemàtic d'un MiG-21

El caça de reacció MiG-21 és un desenvolupament continuista dels anteriors dissenys soviètics com el subsònic Mig-15 subsònic i MiG-17 i el ja supersònic MiG-19. Es realitzaren diversos dissenys experimentals capaços d'assolir 2 cops la velocitat del so. Aquests es basaven en l'admissió d'aire frontal a través del morro del fuselatge, però variaven en funció del tipus d'ala: convencional en fletxa (com el Sukhoi Su-7) o amb ales delta i estabilitzadors de cua, dissenys del qual el prototip del MiG-21 (que utilitzava ala delta) seria el més reeixit.
El desenvolupament del que esdevindria el MiG-21 va començar a principis de la dècada de 1950 per part de l'oficina de disseny Mikoian OKB que el 1954 va acabar un estudi de disseny per al primer prototip designat Ye-1 que comptava amb ales en fletxa. Aquest projecte va ser refet ràpidament pel fet que es va veure el motor que es pretenia utilitzar no tenia prou potència. Aquest redisseny s'anomenà Ye-2 i se'n construí un tercer Ye-3 l'últim prototip basat en ales en fletxa. Fou l'Ye-4 el primer prototip que utilitzava ales tipus delta, tal com l'avió de producció, i va realitzar el seu primer vol de proves el 16 de juny de 1955. També feu una aparició pública durant l'exhibició de Dia d'Aviació Soviètica a l'Aeroport Tushino de Moscou el juliol de 1956. El MiG-21 era la primera aeronau soviètica reeixida que combinava característiques de caça i d'interceptor en una sola aeronau. Es tractava d'un caça lleuger capaç d'aconseguir Mach 2 amb un motor de reacció amb postcremador relativament poc potent, per això era comparable a l'F-104 Starfighter i el Northrop F-5 americans així com al Dassault Mirage III francès. La seva configuració bàsica s'utilitzà per a molts altres dissenys soviètics: l'ala delta també s'utilitzarà en l'interceptor Su-9 i el prototip de MiG E-150, mentre que un fuselatge molt semblant s'utilitzà per al reeixit caça Su-7 i el prototip interceptor I-75 de Mikoian tot i això aquests dos dissenys utilitzaven ala en fletxa. Tanmateix la disposició característica amb l'admissió d'aire per al motor entorn del con del radar/morro del fuselatge no s'utilitzà gaire a fora de l'USSR i finalment s'abandonà perquè tenia un desenvolupament limitat sobretot a causa de l'espai molt reduït que deixava per als equips de disponible per alss equips de radar.
Com moltes aeronaus dissenyades com interceptors, el MiG-21 tenia poc abast. Això es veia agreujat pel fet que el centre de gravetat de l'avió es desplaçava enrere un cop consumides 2/3 parts del combustible dificultant molt el control de l'avió. Per tant, l'autonomia es veia reduïda a tan sols 45 minuts en condicions de vols òptimes. L'assumpte de la poca autonomia i baixa capacitat de combustible va fer que en les següents variants s'anés augmentat la quantitat de combustible transportat (això es produí en el MiG-21F, PF, PfM, S/SM i M/MF) però no s'adreçà considerablement fins al desenvolupament de les variants MT i SMT. Aquests tenien un augment d'abast de 250 km comparat amb el MiG-21SM, però al cost d'empitjorar totes les altres prestacions (com un sostre de servei més baix i temps més lent per assolir l'altitud d'intercepció).
L'ala delta tot i que excel·lent per a guanyar altura ràpidament, ideal per a un interceptor, també implica una ràpida pèrdua de velocitat a l'hora de realitzar girs, com en el combat aeri a curta distància. Tot i això la càrrega lleugera de l'ala de l'aeronau permetia una taxa de trepada de fins a 235 m/s (en el cas d'un MiG-21bis amb càrrega de combat), poc menys que les prestacions del posterior caça americà F-16A. De fet amb un pilot amb experiència i míssils avançats seria competitiu enfront dels caces contemporanis. Amb un pilot entrenat i míssils capaços podria donar un bon compte de si mateix contra lluitadors contemporanis.
El MiG-21 va ser substituït pel més nou Mig-23, equipat amb ala de geometria variable, i pel MiG-27 per a missions d'atac a terra i suport proper. Tot i així no és fins al Mig-29 quan la Unió Soviètica va reemplaçar el MiG-21 com a caça aeri capaç amb una maniobrabilitat capaç d'enfrontar-se amb els nous caces de superioritat aèria americans.
El MiG-21 va ser àmpliament exportat i es continua utilitzant en diversos països. Això es deu a la facilitat en el seu pilotatge així com el característic disseny soviètic robust i fàcil de mantenir del motor, les armes i l'aviònica. L'ús de l'ala delta combinat amb estabilitzadors a la cua contribueix a una bona estabilitat i control en els extrems del vol (en maniobres fortes) afavorint la seguretat per a pilots amb poca experiència. Això va fomentar el seu atractiu de compra per a les exportacions a països en procés de desenvolupament amb programes d'entrenament limitats i poca quantitat de pilots disponibles. Tot i que era tecnològicament inferior als caces més avançats amb els que competia pels contractes de compra els baixos costos de producció i manteniment el van fer el preferit de bona part de les nacions enquadrades en el bloc soviètic. Més recentment diverses empreses russes, israelianes i romaneses han començat a oferir paquets d'actualització i modernització per als operadors de MiG-21, permetent allargar la seva vida en actiu i disposar d'aviònica i armaments molt millors.
A causa de la manca d'informació disponible els primers detalls sobre el MiG-21 es confonien sovint amb els dels caces dissenyats per Sukhoi que també estaven en desenvolupament. En el llibre Jane's All the World's Aircarft 1960-1961 (famós compendi de tots els avions editant cada any) descriu el MiG-21 Fishbed com un disseny Sukhoi i de fet mostra imatges del Su-9 Fishpot no pas del MiG-21.

### Producció

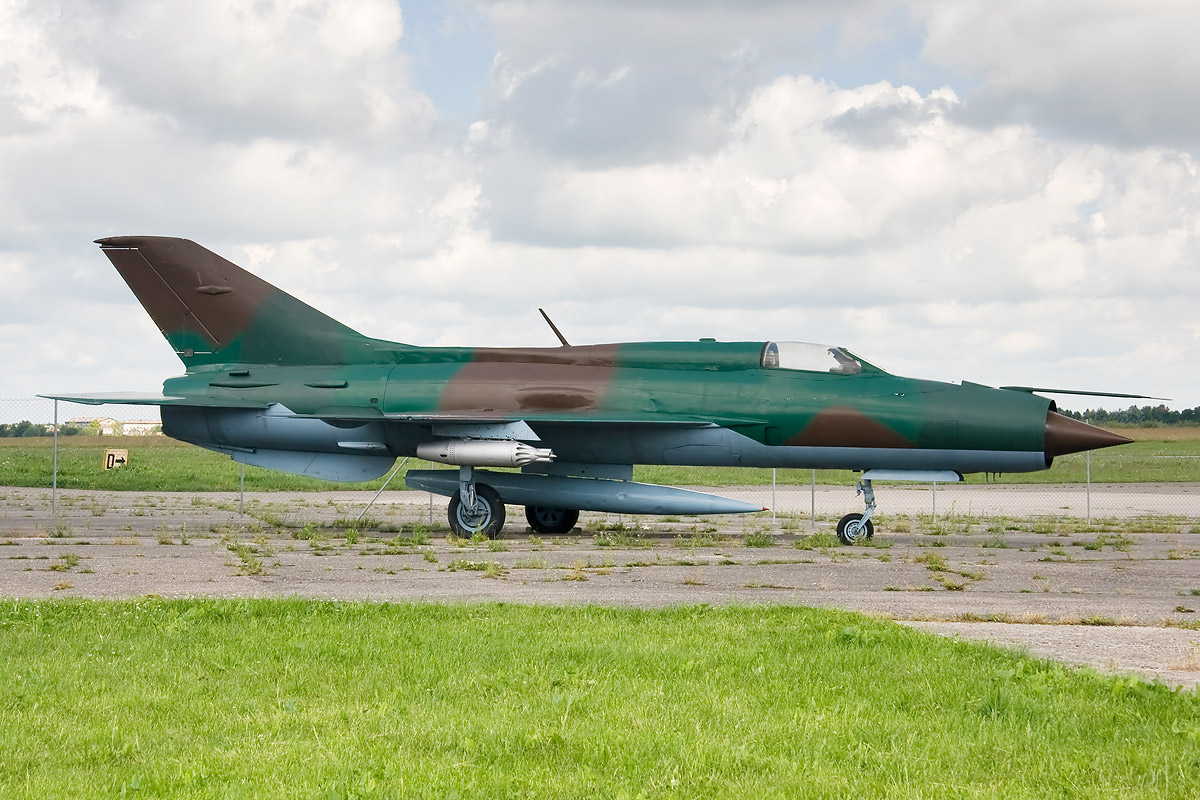
MiG-21 a l'aeroport d'Aleksotas a Kaunas (Lituània)

Es van construir un total de 10.645 unitats a la URSS. Es va produir en tres factories,: GAZ 30 a Moscou (també coneguda com a Znamya Truda), GAZ 21 a Gorki (actualment anomenat Nizhny Novgorod) i a GAZ 31 a Tbilisi. El tipus de "MiG" fabricats diferien en funció de la factoria: a Gorki es construïen els caces monoplaces per a les forces soviètiques, a Moscou es construïen els monoplaces per a exportació i a Tbilissi fabricava els biplaces (per entrenament) tant per a l'exportació com per a la URSS. Tot i això hi ha excepcions com el MiG-21R i MiG-21bis per a exportació i el mercat domèstic es construïren a Gorki a més 17 monoplaces es construïen a Tbilissi (variants MiG-21 i MiG-21F). Altres excepcions són el MiG-21MF que començà a fabricar primer a Moscou abans de passar a Gorki i el MiG-21U que es construïa tant a Moscou com a Tbilissi. En resum el recompte per a cada factoria és:
- 5.765 a Gorki:
  - 83 MiG-21F
  - 513 MiG-21F-13
  - 525 MiG-21PF
  - 233 MiG-21PFL
  - 944 MiG-21PFS/PFM
  - 448 MiG-21R; 145 MiG-21S/SN
  - 349 MiG-21SM; 281 MiG-21SMT;
  - 2013 MiG-21bis
  - 231 MiG-21MF
- 3.203 a Moscou:
  - MiG-21U (totes les unitats d'exportació); MiG-21PF (totes les unitats d'exportació); MiG-21FL (totes les unitats no construïdes per HAL -Índia-); MiG-21M (tots els avions d'aquesta variant); 15 MiG-21MT (tots els avions d'aquesta variant)[2]
- 1.678 a Tbilissi:
  - 17 MiG-21 i MiG-21F
  - 181 MiG-21U izdeliye 66-400 i 66-600 (1962 a 1966);
  - 347 MiG-21US (1966 a 1970)
  - 1133 MiG-21U; (1971 fins al final de la producció)

Un total de 194 MiG-21F-13s van ser fabricats sota llicència a Txecoslovàquia, mentre que Hindustan Aeronautics Ltd. (HAL) de l'Índia van produir 657 MiG-21FL, MiG-21M i MiG-21bis (dels quals 225 eren bis).

## Descripció Tècnica

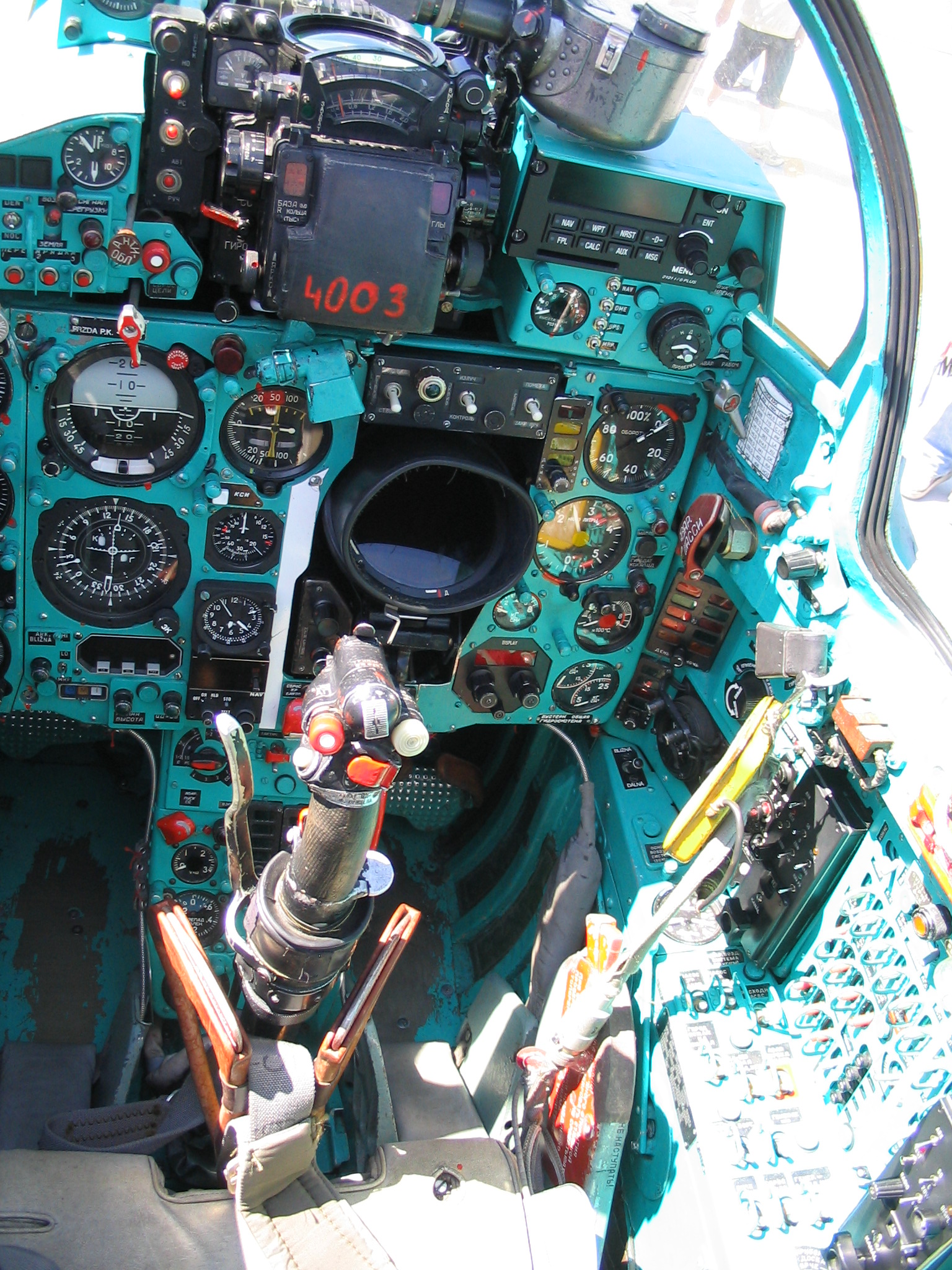
Cabina d'un MiG-21.

El MiG-21 és una aeronau de combat tipus "caça" propulsat per un sol motor de reacció i capaç d'assolir velocitats supersòniques.

### Ala
El MiG-21 té una ala delta amb un angle de fletxa al caire d'atac de 57° i una superfície aerodinàmica tipus S-12 de TsAGI. L'angle d'incidència és de 0° mentre l'angle de díedre és de −2°. Al caire de caiguda hi ha alerons amb una àrea d'1,18 m² i flaps (dispositius hipersustentadors) amb una àrea d'1,87 m². Davant dels alerons que hi ha petites aletes directrius.

### Fuselatge
L'avió compta amb un fuselatge semimonocasc de perfil el·líptic i amb una màxima amplada d'1,24 m. El flux d'entrada d'aire al motor és regulat pel con del centre de l'admissió d'aire (on s'ubica el radar). Fins al MiG-21PF aquest con tenia 3 posicions, a velocitats fins a Mach 1,5 (1,5 vegades la velocitat del so) es troba completament retret, a velocitats entre Mach 1,5 i 1,9 se situa en la posició mitjana, i a velocitats més altes se situa en la posició més avançada. Però a partir del MiG-21PF la posició es regula constantment a la velocitat de l'avió, gràcies al sistema automàtic UVD-2M incorporat a l'aeronau que controla la pressió davant i darrere el compressor del motor de reacció. Als dos costats del morro que hi ha entrades suplementàries d'aire utilitzades mentre és a terra i durant l'enlairament. A la primera variant del MiG-21 el tub de Pitot es troba a la part inferior del morro, mentre que després del MiG-21P totes les versions el porten a la part superior de l'admissió d'aire del motor.
La cabina és pressuritzada i amb aire condicionat. La cúpula de la cabina fins a la variant MiG-21PFM s'obria cap endavant comptant amb una frontissa a la part frontal. A partir del MiG-21PFM la frontissa és a la dreta del pilot i l'obertura es realitza cap aquest mateix cantó. En cas d'ejecció del seient projectable SK-1 la cúpula es projecta conjuntament amb el seient i el pilot (formant una càpsula protectora) per després separar-se i permetre l'obertura del paracaigudes. Tot i això la separació de la cúpula tardava massa i això va ocasionar algunes morts de pilots que s'havien ejectat a poca altura.

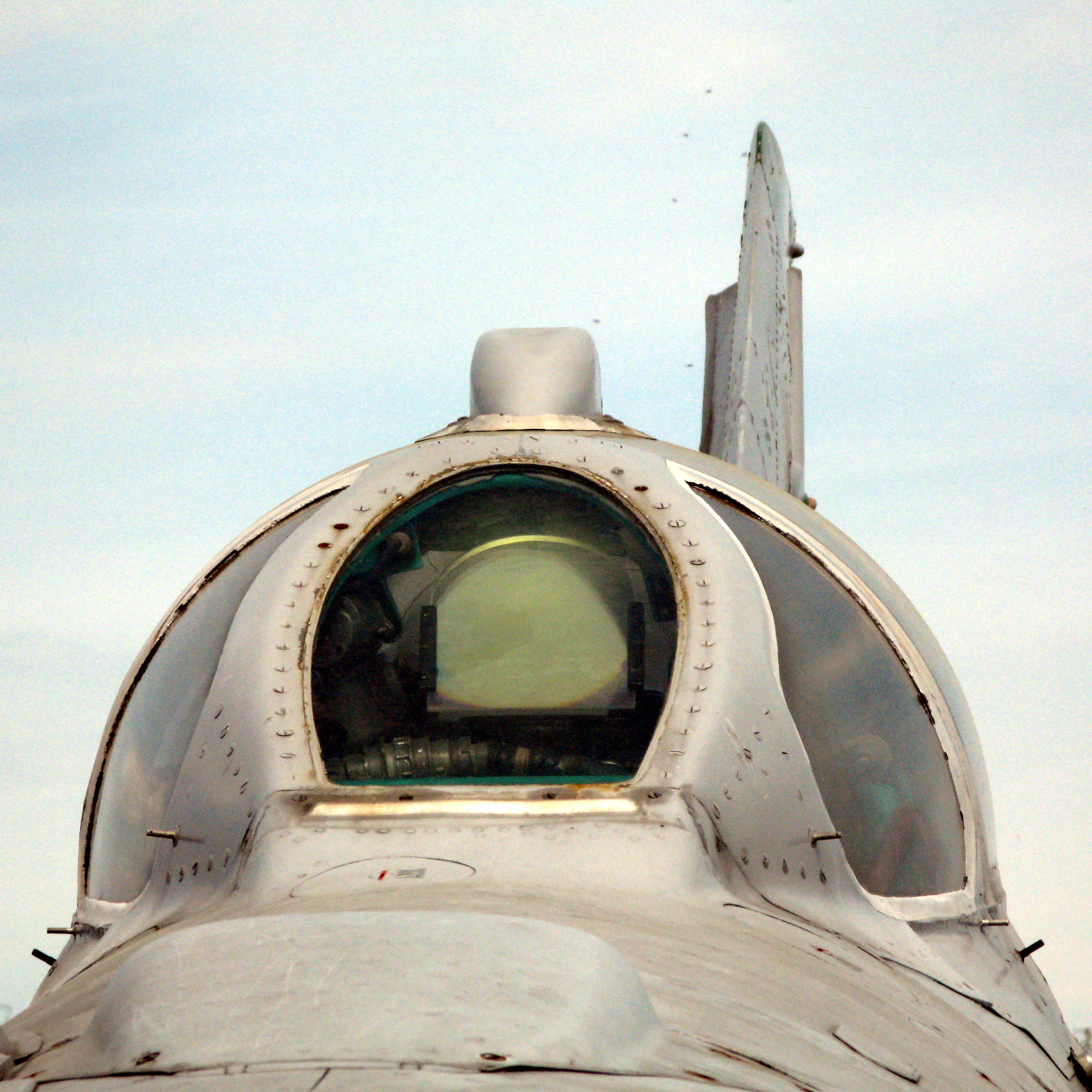
Visió frontal de la cúpula.
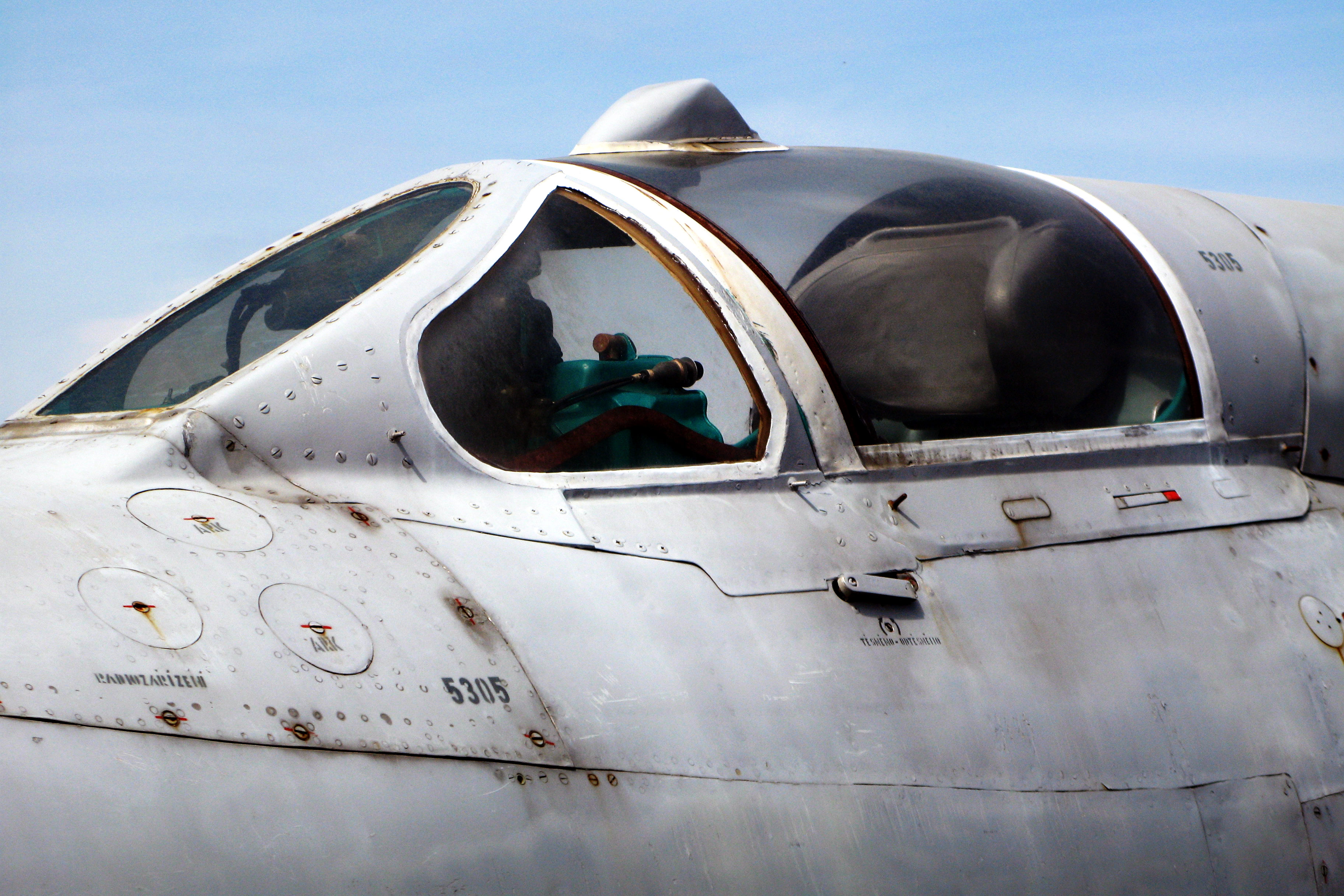
Visió 3/4 de la cúpula.
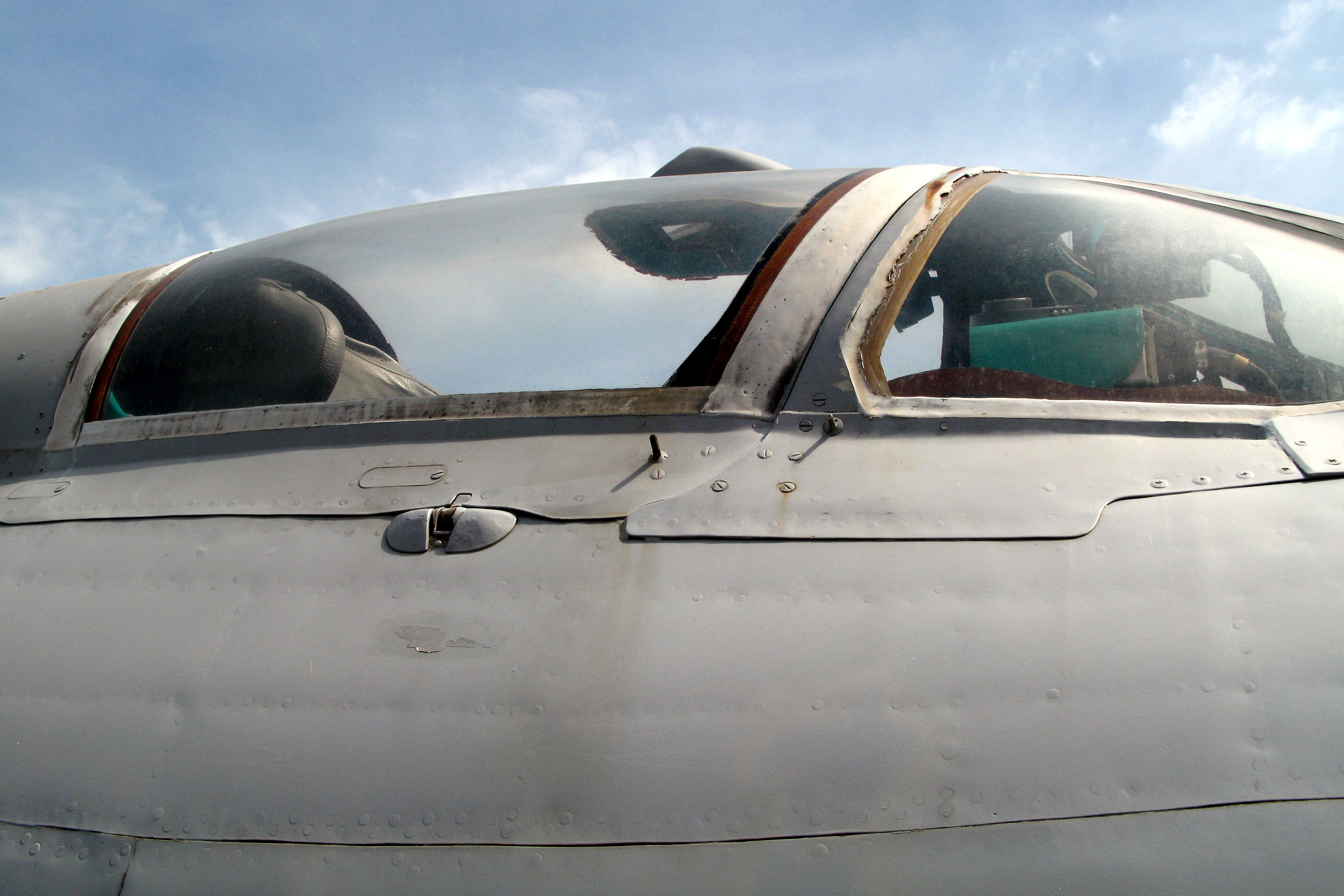
Frontissa de la cúpula.
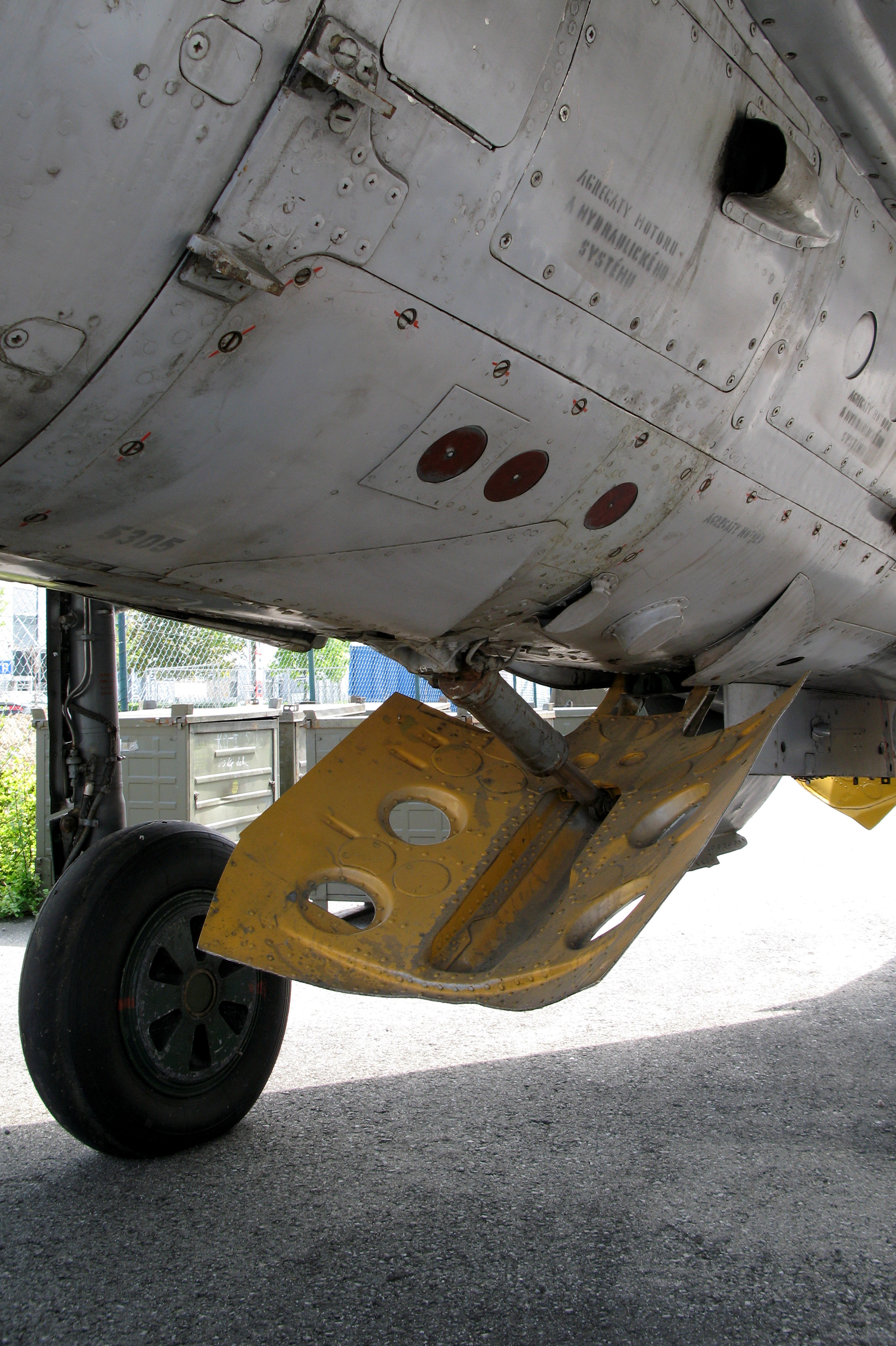
Fre aerodinàmic ventral.
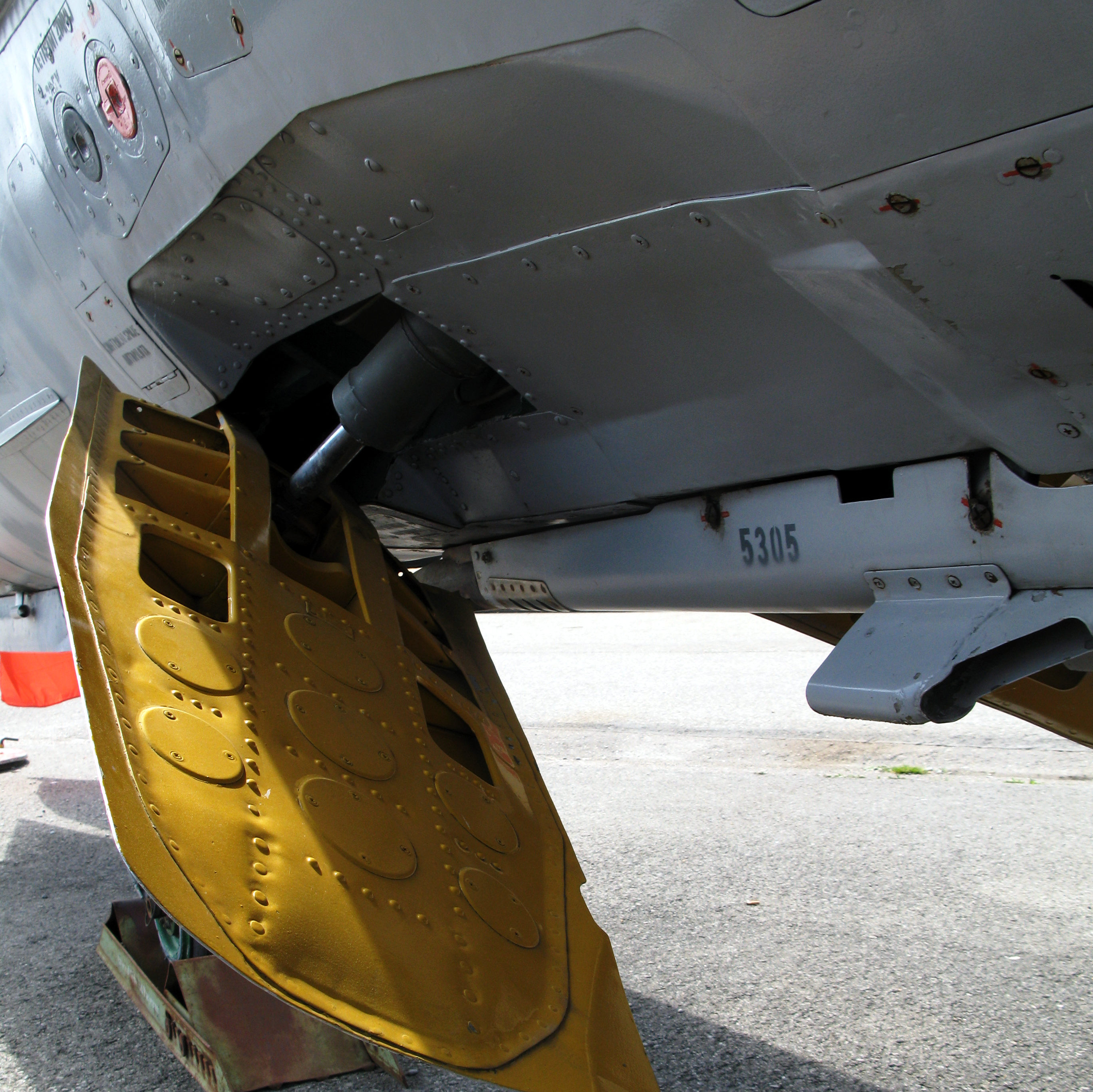
Fre aerodinàmic lateral.

A la part ventral de l'avió hi ha tres frens aerodinàmics, dos al davant i un al darrere. Els frens del davant tenen una àrea de 0,76 m², i un angle de desviació de 35°. El del darrere té una àrea de 0,46 m² i un angle de desviació de 40°. L'ús del fre d'aire del darrere es bloqueja si l'avió porta un dipòsit de combustible extern. Darrere els frens d'aire hi ha les badies per al tren d'aterratge principal. Sota el buc, just darrere el tall enfiladís de l'ala es poden adjuntar dos coets "JATO" (coets de combustible sòlid utilitzats durant l'enlairament per escurçar la llargada de pista necessària). La part del davant del buc acaba amb anterior #28. A partir de l'anterior #28a comença la part posterior del buc que es pot retirar per accedir al motor durant el manteniment.
L'empenatge del MiG-21 consta d'un estabilitzador vertical, un estabilitzador horitzontal i una aleta estabilitzador al final de la cua per tal de millorar el control de gir. L'estabilitzador vertical té un angle de fletxa de 60° i una àrea de 5,32 m² (en les versions inicials de 3,8 m²) i és on s'ubica el timó de direcció. L'estabilitzador horitzontal té un angle de fletxa de 57°, una àrea total de 3,94 m² i una amplitud entre els seus extrems de 2,6 m.

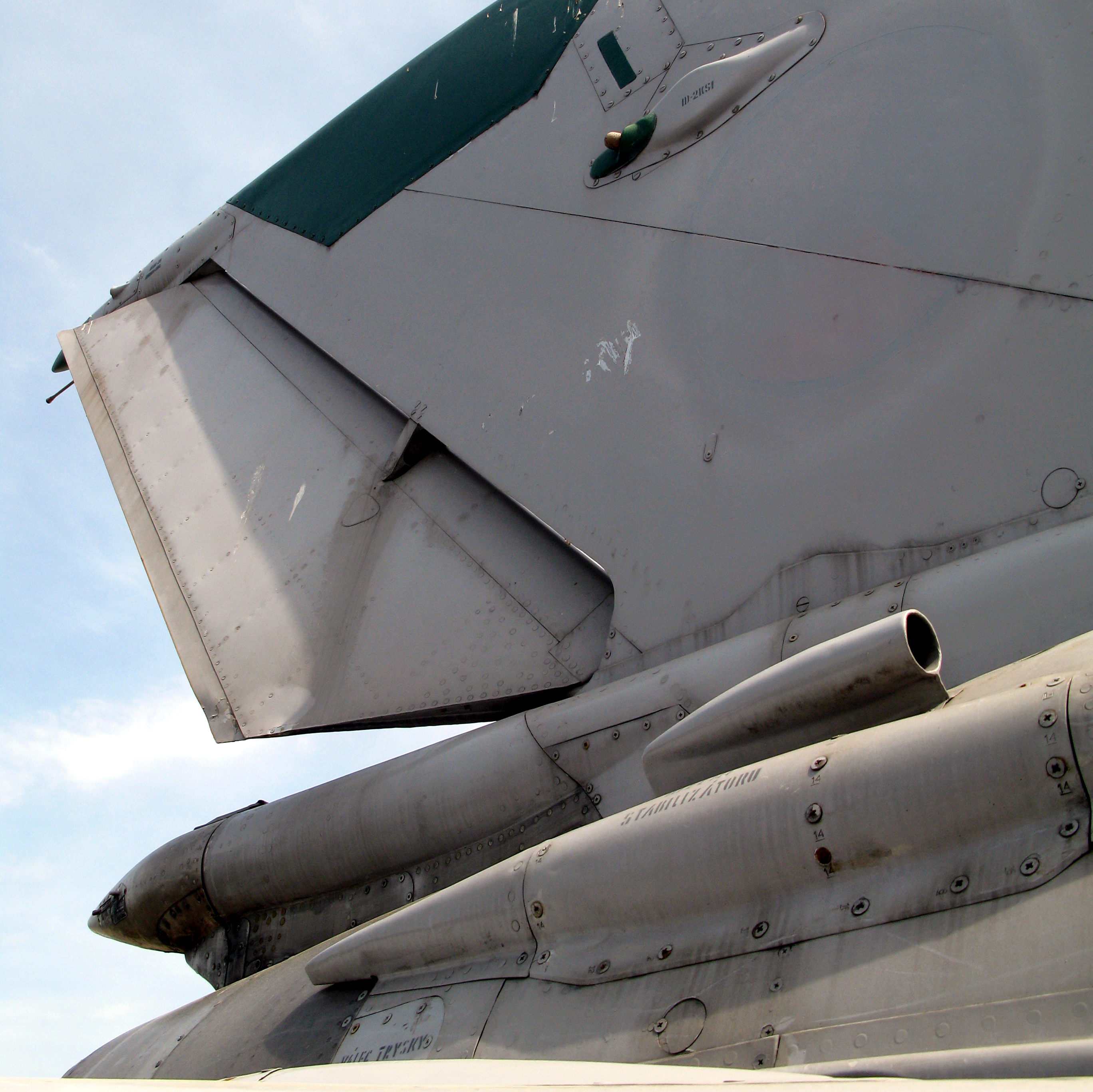
Detall de l'ala
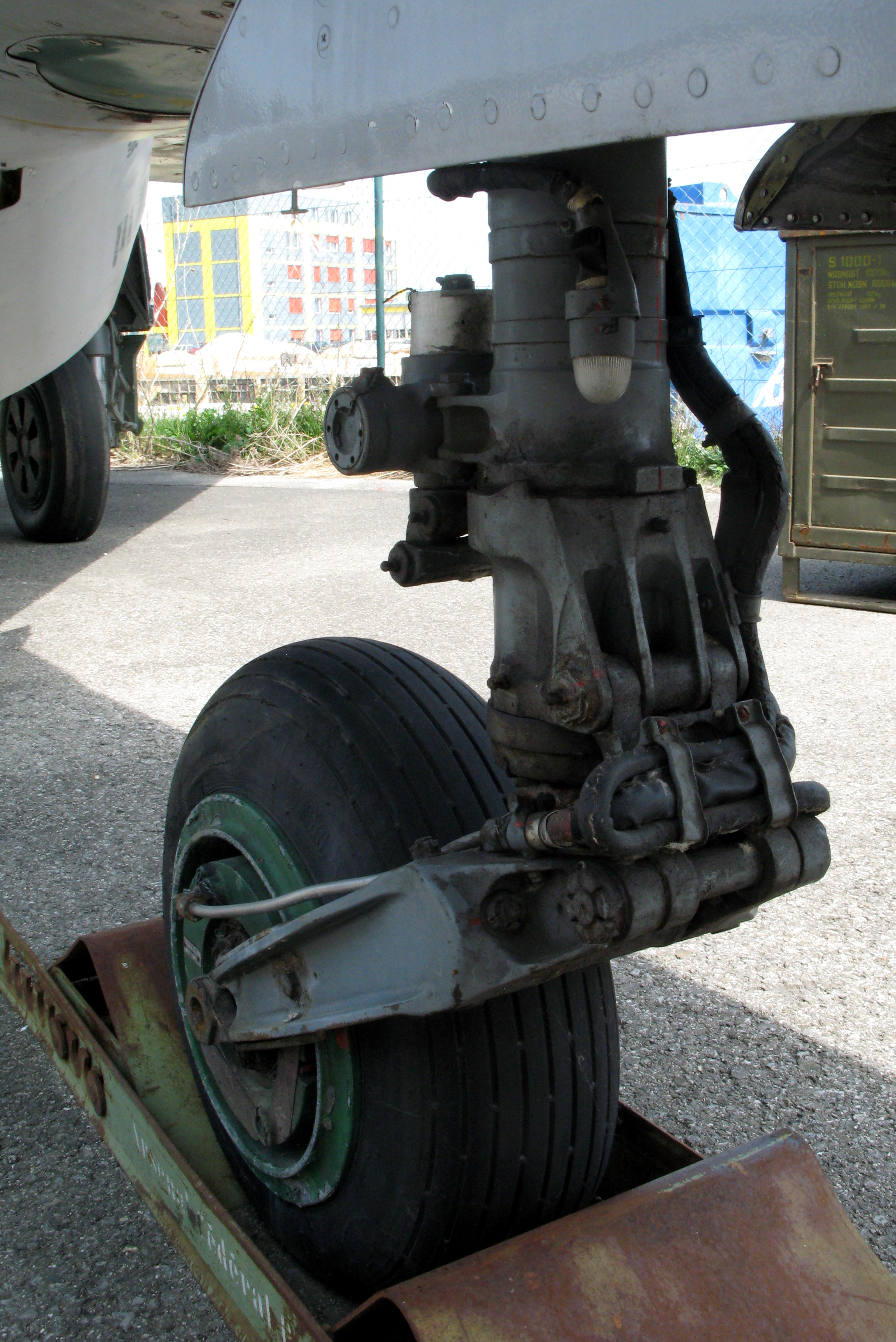
Tren d'aterratge davanter
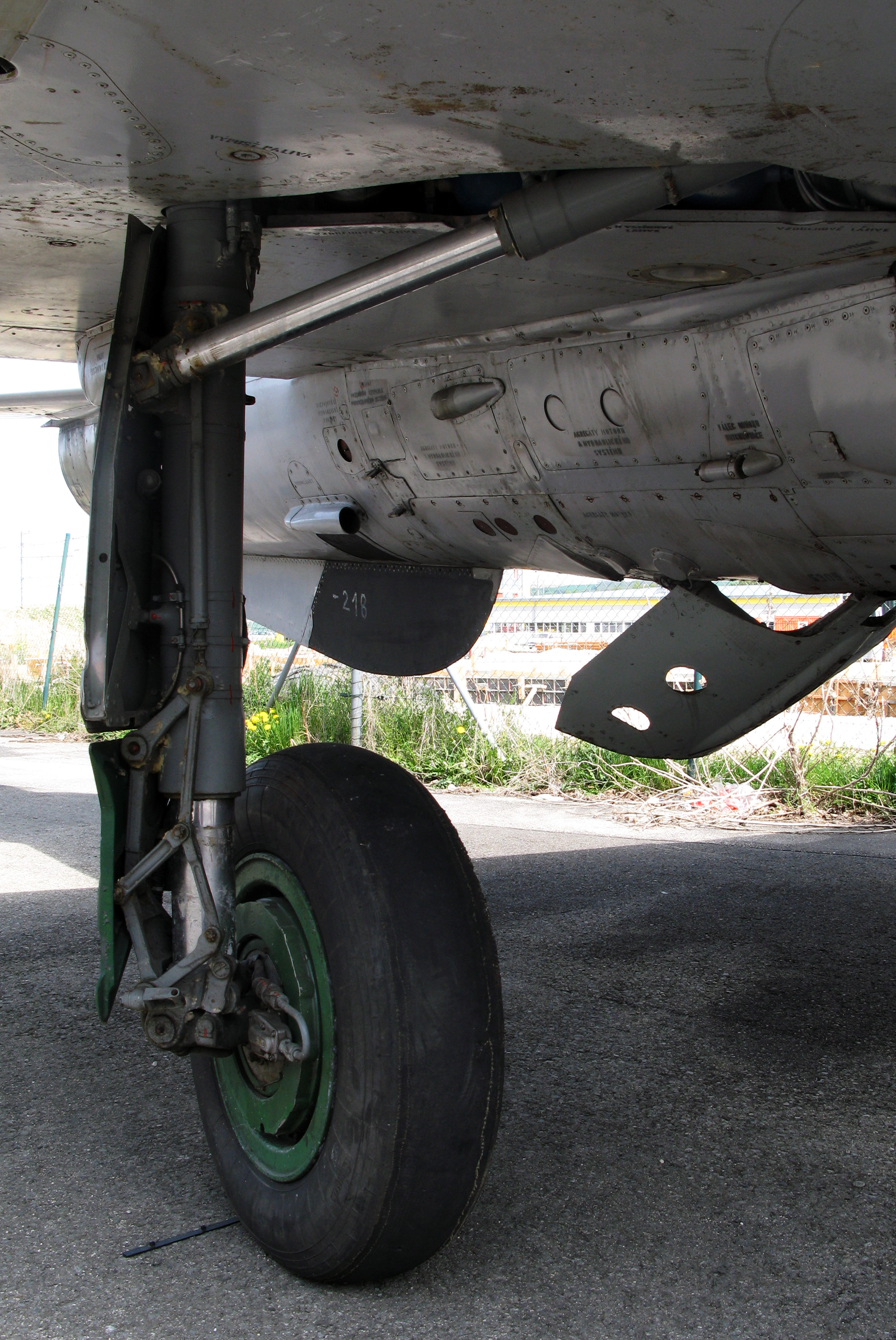
Tren d'aterratge posterior-dret

### Tren d'aterratge
El tren d'aterratge és de tipus tricicle, amb un tren d'aterratge davanter sota el morro de l'avió i 2 trens d'aterratge (un per ala, però amb les rodes allotjades al fuselatge). El tren d'aterratge principal té pneumàtics 800 mm de diàmetre i 600 mm d'amplada (fins a la versió MiG-21P eren de tan sols 660 x 200 mm). Les rodes del tren d'aterratge principal es retreuen al buc després de girar 87°, per encabir les rodes al buc i els amortidors a l'ala. El tren davanter es retrau cap endavant al morro del fuselatge, just a sota del radar. La distància màxima entre el tren d'aterratge davanter i els posteriors és de 4,71 m i l'amplada de pista (distància màxima entre els dos trens principals) és de 2,69 m.

### Motors
Els diversos motors utilitzats en les variants del MiG-21 es mostren a la següent taula:
| Model                            | Motor                                  | Empenta - kN (en sec/amb postcremador) |  |
| -------------------------------- | -------------------------------------- | -------------------------------------- |  |
| Ye-2                             | Mikulin Am-9B                          | 25,5/31,9                              |  |
| Ye-2A/MiG-23 (izd. 63)           | Tumanskiy Rd-11                        | 37,3/50,0                              |  |
| Ye-50                            | Tumanskiy Rd-9e + Dushkin S-155        | 25,5/32,4 + 37,3                       |  |
| Ye-50A/MiG-23U (izd. 64)         | Tumanskiy R-11E-300 + Dushkin S-155    | 37,3/50,0 + 37,3                       |  |
| Ye-4                             | Tumanskiy Rd-9E                        | 25,5/32,4                              |  |
| MiG-21 (izd. 65)                 | Tumanskiy R-11-300                     | ?/49,0                                 |  |
| Ye-6                             | Tumanskiy R-11F-300                    | 38,3/56,4                              |  |
| MiG-21F (izd. 72)                | Tumanskiy R-11F-300                    | 38,3/56,4                              |  |
| MiG-21F-13 (izd. 74)             | Tumanskiy R-11F-300                    | 38,3/56,4                              |  |
| Ye-6T ("Ye-66")                  | Tumanskiy R-11F2-300                   | 36,8/60,7                              |  |
| Ye-6T ("Ye-66A")                 | Tumanskiy R-11F2-300 + Sevruk S3-20M5A | 36,8/60,7 + ?                          |  |
| Ye-6V                            | Tumanskiy R-11F2S-300                  | 38,8/60,6                              |  |
| Ye-7 1-2/MiG-21P                 | Tumanskiy R-11F-300                    | 38,3/56,4                              |  |
| Ye-7 3-4                         | Tumanskiy R-11F2-300                   | 38,8/60,0                              |  |
| MiG-21PF (izd. 76, 76A)          | Tumanskiy R-11F2-300                   | 38,8/60,0                              |  |
| MiG-21FL (izd. 77)               | Tumanskiy R-11F-300                    | 38,3/56,4                              |  |
| Ye-7SPS, MiG-21PFS (izd. 94)     | Tumanskiy R-11F2S-300                  | 38,8/60,6                              |  |
| MiG-21PFM (izd. 94, 94A)         | Tumanskiy R-11F2S-300                  | 38,8/60,6                              |  |
| Ye-7R                            | Tumanskiy R-11F2S-300                  | 38,8/60,6                              |  |
| MiG-21R (izd. 03, 94R, 94Ra)     | Tumanskiy R-11F2S-300                  | 38,8/60,6                              |  |
| MiG-21R (94R tard)               | Tumanskiy R-13-300                     | 39,9/63,7                              |  |
| Ye-7S                            | Tumanskiy R-11F2-300                   | 38,8/60,0                              |  |
| MiG-21S/SN (izd. 95/95N)         | Tumanskiy R-11F2S-300                  | 38,8/60,6                              |  |
| MiG-21M (izd. 96)                | Tumanskiy R-11F2Sk-300                 | 38,8/60,6                              |  |
| MiG-21SM (izd. 95M/15)           | Tumanskiy R-13-300                     | 39,9/63,7                              |  |
| MiG-21MF (izd. 96F)              | Tumanskiy R-13-300                     | 39,9/63,7                              |  |
| MiG-21MT/SMT/ST (izd. 96T/50/50) | Tumanskiy R-13F-300                    | 39,9/63,7                              |  |
| MiG-21bis (izd. 75/75A/75B)      | Tumanskiy R-25-300                     | 40,2/69,6 (97,1*)                      |  |

* = limitada (a 3 minuts) a causa del reescalfament provocat per la potència extra a altituds de 4.000 m o menys.

### Armament
La taula següent mostra les càrregues d'armament possibles de diversos models del MiG-21. A la columna dels suports, el número llistat és per suport o piló d'armament individual:
| Model              | Canó Intern | Centre Pylon | A suports d'armament interiors (cadascun) | Als suports d'armament exteriors (cadascun) |
| ------------------ | --- | --- | --- | --- |
| Ye-2               | 3x canons automàtics NR-30 (30mm) amb 60 cartutxos per arma (cpa)                                                         | 1x llançador de coets UB-16-57 amb 16 tubs | n/a | |
| Ye-2A/MiG-23       | 3x canons automàtics NR-30 (30mm) amb 60 cpa                                                                              | 1x tanc de combustible de 490 litres PTB-490 1x llançador de coets UB-16-57 1x bomba FAB-250 de 250 kg                                                                                       | n/a | |
| Ye-50A/MiG-23U     | 2x canons automàtics NR-30 (30mm) amb 60 cpa                                                                              | n/a | 1x llançador de coets ORO-57K amb 8 tubs | |
| Ye-4               | 3x canons automàtics NR-30 (30mm) amb 60 cpa                                                                              | 1x bomba FAB-250 o FAB-500 GP 1x llançador de coets UB-16-57 1x tanc de combustible de 400 litres PTB-400                                                                                    | | |
| MiG-21             | 3x canons automàtics NR-30 (30mm) amb 60 cpa                                                                              | 1x bomba FAB-250 2x ORO-57K en un adaptador especial 2x coets d'alta velocitat (HVAR) TRS-190 en un disparador doble 1x míssil no guiat ARS-212 1x tanc de combustible de 400 litres PTB-400 | | |
| MiG-21F            | Els primers 30: 1x canó automàtic NR-30 i 2x NR-23 La resta d'aeronaus Rest: 2x canons automàtics NR-30 (30mm) amb 60 cpa | 1x tanc de combustible de 400 litres PTB-400 | 1x S-21 Ovod-M HVAR 1x S-24 HVAR 1x OFAB-100-120 HE-Frag bomb 1x FAB-100/250/500 1x ZB-360 napalm tank                                                                              | |
| MiG-21F-13         | 1x canó automàtic NR-30 (30mm) amb 30 cpa                                                                                 | 1x tanc de combustible de 490 litres PTB-490 | 1x míssil aire-aire Vímpel K-13 (K-13/R-3S) 1x UB-16-57U 1x S-24 HVAR 1x FAB-100/250/500 1x ZB-360                                                                                  | |
| MiG-21PF/PFS       | n/a | 1x tanc de combustible de 490 litres PTB-490 | 1x K-13/R-3S 1x RS-2-US AAM 1x UB-16-57U 1x FAB-100/250 | |
| MiG-21FL           | n/a | 1x tanc de combustible de 490 litres PTB-490 | 1x míssil aire-aire Vímpel K-13 (K-13/R-3S) 1x UB-16-57U 1x FAB-100/250 | |
| MiG-21PFM          | n/a | 1x tanc de combustible de 490 litres PTB-490 1x contenidor GP-9 amb un canó automàtic GSh-23-2 amb 200 trets                                                                                 | 1x míssil aire-aire Vímpel K-13 (K-13/R-3S) 1x RS-2-US 1x UB-16-57U 1x FAB-100/250 1x Kh-66 ASM                                                                                     | |
| MiG-21R            | n/a | 1x tancs de combustible externs tipus PTB-490/PTB-800 Contenidor PHOTINT D diürn Contenidor PHOTINT N nocturn Contenidor ELINT tipus R Contenidor de TV tipus T impulsors JATO SPRD-99       | 1x R-3S 1x RS-2-US 1x UB-16-57UM 1x S-24 1x FAB-100/250/500/OFAB-100 1x tanc de napalm ZB-500 1x Kh-66                                                                              | 1x PTB-490 1x UB-16-57UM 1x FAB-100/250/OFAB-100 1x S-24 |
| MiG-21S            | n/a | 1x PTB-490/PTB-800 1x contenidor GP-9 1x SPRD-99 | 1x R-3R/R-3S 1x RS-2-US 1x Kh-66 1x UB-16-57UM 1x S-24 1x FAB-100/250/500/OFAB-100 1x ZB-500                                                                                        | 1x PTB-490 1x R-3R/R-3S 1x UB-16-57UM 1x OFAB-100/FAB-100/250 1x S-24 |
| MiG-21SN           | 1x PTB-490/PTB-800 1x contenidor GP-9 1x SPRD-99 1x RN-25 bomba nuclear tàctica                                           | 1x R-3R/R-3S 1x RS-2-US 1x Kh-66 1x UB-16-57UM 1x S-24 1x FAB-100/250/500/OFAB-100 1x ZB-500                                                                                                 | 1x PTB-490 1x R-3R/R-3S 1x UB-16-57UM 1x OFAB-100/FAB-100/250 1x S-24 | |
| MiG-21M            | 1x canó automàtic GSh-23-2L amb 200 trets                                                                                 | 1x PTB-490/PTB-800 1x SPRD-99 | 1x R-3S 1x RS-2-US 1x Kh-66 1x UB-16-57U 1x S-24 1x FAB-100/250/500/OFAB-100 | 1x R-3S 1x RS-2-US 1x Kh-66 1x UB-16-57U 1x S-24 1x FAB-100/250/500/OFAB-100 1x PTB-490 |
| MiG-21SM           | 1x canó automàtic GSh-23-2L amb 200 trets                                                                                 | 1x PTB-490/PTB-800 1x SPRD-99 | 1x R-3S/R-3R 1x UB-16-57/UB-32 1x FAB-100/250/500/OFAB-100 1x ZB-360 1x Kh-66 1x S-24                                                                                               | 1x R-3S/R-3R 1x UB-16-57/UB-32 1x FAB-100/250/500/OFAB-100 1x ZB-360 1x Kh-66 1x S-24 1x PTB-490 |
| MiG-21MF/MT        | 1x canó automàtic GSh-23-2L amb 200 trets                                                                                 | 1x PTB-490/PTB-800 1x SPRD-99 | 1x R-3S 1x Kh-66 1x UB-16-57U 1x S-24 1x FAB-100/250/500/OFAB-100 | 1x R-3S 2x míssils aire-aire R-60 en un llançador doble 1x Kh-66 1x UB-16-57U 1x S-24 1x FAB-100/250/500/OFAB-100 1x PTB-490                                                                                                 |
| MiG-21SMT/ST       | 1x canó automàtic GSh-23-2L amb 200 trets                                                                                 | 1x PTB-490/PTB-800 1x SPRD-99 | 1x R-3S/R-3R 1x Kh-66 1x UB-16-57U 1x S-24 1x FAB-100/250/500/OFAB-100 | 1x R-3S/R-3R 2x míssils aire-aire R-60 en un llançador doble 1x Kh-66 1x UB-16-57U 1x S-24 1x FAB-100/250/500/OFAB-100 1x PTB-490                                                                                            |
| MiG-21bis          | 1x canó automàtic GSh-23-2L amb 200 trets                                                                                 | 1x PTB-490/PTB-800 1x SPRD-99 | 1x R-3S/R-3R/R-13M 1x R-55 AAM 1x Kh-66 1x UB-16-57U 1x S-24 1x FAB-100/250/500/OFAB-100                                                                                            | 1x R-3S/R-3R/R-13M 1x R-55 2x míssils aire-aire R-60 en un llançador doble 1x Kh-66 1x UB-16-57U 1x S-24 1x FAB-100/250/500/OFAB-100 1x PTB-490                                                                              |
| MiG-21bis-D/LanceR | 1x canó automàtic GSh-23-2L amb 200 trets                                                                                 | 1x PTB-490/PTB-800 1x SPRD-99 1x designador làser Litening 1x contenidor de reconeixement aeri                                                                                               | 1x R-3S 1x Python 3 1x AIM-9 AAM 1x Kh-66 1x UB-16-57U 1x S-24 1x FAB-100/250/500/OFAB-100 1x Mk82/Mk84 LGB                                                                         | 1x R-3S 1x Python 3 AAM 1x AIM-9 AAM 2x míssils aire-aire R-60 en un llançador doble 1x Kh-66 1x UB-16-57U 1x S-24 1x FAB-100/250/500/OFAB-100 1x PTB-490                                                                    |
| MiG-21-93          | 1x canó automàtic GSh-23-2L amb 200 trets                                                                                 | 1x PTB-490/PTB-800 1x SPRD-99 | 1x R-3S/R-3R/R-13M 1x R-27R1 AAM 1x R-55 AAM 1x R-73 AAM 1x R-77 AAM 1x Kh-25MP ASM 1x Kh-31A/Kh-31P ASM 1x Kh-66 1x UB-16-57U 1x S-24 1x FAB-100/250/500/OFAB-100 1x KAB-500Kr LGB | 1x R-3S/R-3R/R-13M 1x R-27R1 1x R-55 1x R-73 1x R-77 2x míssils aire-aire R-60/R-60M en un llançador doble 1x Kh-25MP 1x Kh-31A/Kh-31P 1x Kh-66 1x UB-16-57U 1x S-24 1x FAB-100/250/500/OFAB-100 1x KAB-500Kr LGB 1x PTB-490 |
| MiG-21 Bison       | 1x canó automàtic GSh-23-2L amb 200 trets                                                                                 | 1x PTB-490/PTB-800 1x SPRD-99 | 1x R-3S/R-3R/R-13M 1x R-27R1/R-27T1 AAM 1x R-55 AAM 1x R-73E AAM 1x R-77 AAM 1x Kh-25MP 1x Kh-66 1x UB-16-57U 1x S-24 1x FAB-100/250/500/OFAB-100 1x KAB-500Kr LGB                  | 1x R-3S/R-3R/R-13M 1x R-27R1 1x R-55 1x R-73E 1x R-77 2x 2x míssils aire-aire R-60/R-60M en un llançador doble 1x Kh-25MP 1x Kh-66 1x UB-16-57U 1x S-24 1x FAB-100/250/500/OFAB-100 1x KAB-500Kr LGB 1x PTB-490              |

## Història Operacional

### Índia
L'any 1961 la Força Aèria Índia (IAF per les seves inicials en anglès) va optar per adquirir el MiG-21 preferint-lo a altres dissenys occidentals. L'elecció es veié reforçada perquè la Unió Soviètica va oferir la transferència tecnològica completa així com els drets per al muntatge de tots els avions localment a l'Índia. Quan arribaren l'any 1964 el MiG-21 es va convertir en el primer caça de reacció supersònic de l'IAF. A causa del nombre limitat d'aparells introduïts i la manca d'entrenament dels pilots els MiG-21 va tenir un paper limitat a la Guerra Indopakistanesa del 1965. Tanmateix guanyaren experiència operativa dirigint el MiG-21 en sortides defensives durant la guerra. L'opinió positiva dels pilots durant la guerra de 1965 va impulsar el govern indi a realitzar més ordres de compra arribant, l'any 1969, a 120 MiG-21 adquirits a l'URSS. Per altra banda va realitzar les grans inversions necessàries per construir la infraestructura de manteniment així com un extens programa d'entrenament de pilots.

#### Registre de seguretat
L'historial de seguretat del MiG-21 va causar preocupació al parlament indi i als mitjans de comunicació d'aquest país fins al punt que a la Força Aèria Índia se l'anomenava extraoficialment el "taüt volador". Una font calcula que durant els nou anys de 1993 a 2002 la Força Aèria Índia va perdre més de 100 pilots en 283 accidents. Durant la seva vida de servei del MiG-21 l'Índia ha perdut com a mínim 116 aeronaus en accidents (sense incloure-hi els perduts en el combat), amb 81 accidents des de 1990.

#### Guerra indopakistanesa de 1971
L'expansió de flota de MiG-21 de la força aèria índia va lligada a la creixent amistat i relació militar entre la Unió Soviètica i l'Índia. Això li va permetre disposar d'una força aèria formidable per tal de contrarestar les amenaces xinesa i pakistanesa. Les capacitats del MiG-21 i les habilitats dels seus pilots indis es posaren aviat a prova durant la Guerra indopakistanesa de 1971. Durant la guerra, el MiG-21 van tenir un paper crucial permetent la superioritat aèria completa per part de les forces índies en punts vitals i en les àrees del teatre occidental del conflicte.
A la guerra de 1971 es va produir el primer combat aeri supersònic al subcontinent indi quan un MiG-21FL va abatre un F-104 Starfighter pakistanès amb el seu canó automàtic GSh-23 de calibre 23 mm i doble canó. Abans que finalitzessin les hostilitats els MiG-21 indis van aconseguir un palmarès important abatent quatre caces F-104, dos caces F-6, un caça F-86 i un transport quadrimotor C-130 Hercules pakistanesos. Segons analistes militars Occidentals el MiG-21 va guanyar clarament l'esperat duel de combat aeri amb el caça F-104 Starfighter de disseny occidental.
A causa de l'actuació formidable del MiG-21 indis algunes nacions, incloent-hi l'Iraq, s'adreçaren a les forces aèries índies per a realitzar programes d'entrenament per als seus pilots. A principis de la dècada de 1970 més de 120 pilots iraquians van ser entrenats per la Força Aèria Índia en l'ús del MiG-21.

#### Combats recents
Es va utilitzar en dates tan tardanes com el 1999 a la Guerra del Kargil quan un MiG-21 indi fou abatut per un míssil antiaeri portàtil "Stinger" pakistanès. L'última victòria aèria coneguda per MiG-21 va ser el 1999 durant l'anomenat "incident de l'Atlantique" quan dues aeronaus MiG-21 de la Força Aèria Índia van interceptar i abatre una aeronau de reconeixement Breguet Atlantique de l'Armada de Pakistan mitjançant un míssil aire-aire Molniya R-60 (AA-8 Aphid).
| Cita                   | Maten Aeronaus Que Fan un Gol | Pilot                         | Víctima                |
| ---------------------- | ----------------------------- | ----------------------------- | ---------------------- |
| 4 setembre de 1965.    | Paf F-86 Sabre                | ?                             | Iaf MiG-21F-13         |
| 4 desembre de 1971.    | Iaf MiG-21Fl "C1111"          | FltLt Manbir Singh            | F-86 Sabre             |
| 6 de desembre de 1971. | Iaf MiG-21Fl                  | FltLt Samar Bikram Shah       | Paf F-6                |
| 6 de desembre de 1971. | Iaf MiG-21Fl                  | ?                             | Paf CC-130             |
| 11 desembre de 1971.   | Iaf MiG-21Fl                  | ?                             | Iaf MiG-21Fl "C1107"   |
| 12 desembre de 1971.   | Iaf MiG-21Fl "C750"           | FltLt Bharat Bhushan Soni     | Paf F-104A             |
| 12 desembre de 1971.   | Iaf MiG-21Fl                  | FltLt Niraj Kukreja           | Paf F-104A             |
| 12 desembre de 1971.   | Iaf MiG-21Fl                  | SqnLdr Iqbal Singh Bindra     | Paf F-104A             |
| 14 de desembre 1971.   | Paf F-6                       | A. Ampere Shafieff            | Iaf MiG-21Fl           |
| 16 desembre de 1971.   | Iaf MiG-21Fl                  | FltLt Samar Bikram Shah       | Paf F-6                |
| 17 desembre de 1971.   | Paf F-86F                     | FltLt Maqsood Amir            | Iaf MiG-21Fl "C716"    |
| 17 de desembre 1971.   | Iaf MiG-21Fl                  | A. K. Datta                   | Paf F-104A             |
| 17 de desembre 1971.   | Iaf MiG-21Fl                  | Samar Bikram Shah             | Paf F-104A (danyat)    |
| 1997.                  | Iaf MiG-21bis                 | ?                             | Paf                    |
| 10 agost de 1999.      | Iaf MiG-21bis (45 Sqn)        | SqnLdr Prashant Kumar Bundela | Paf Br.1150 Atlantique |

### Vietnam

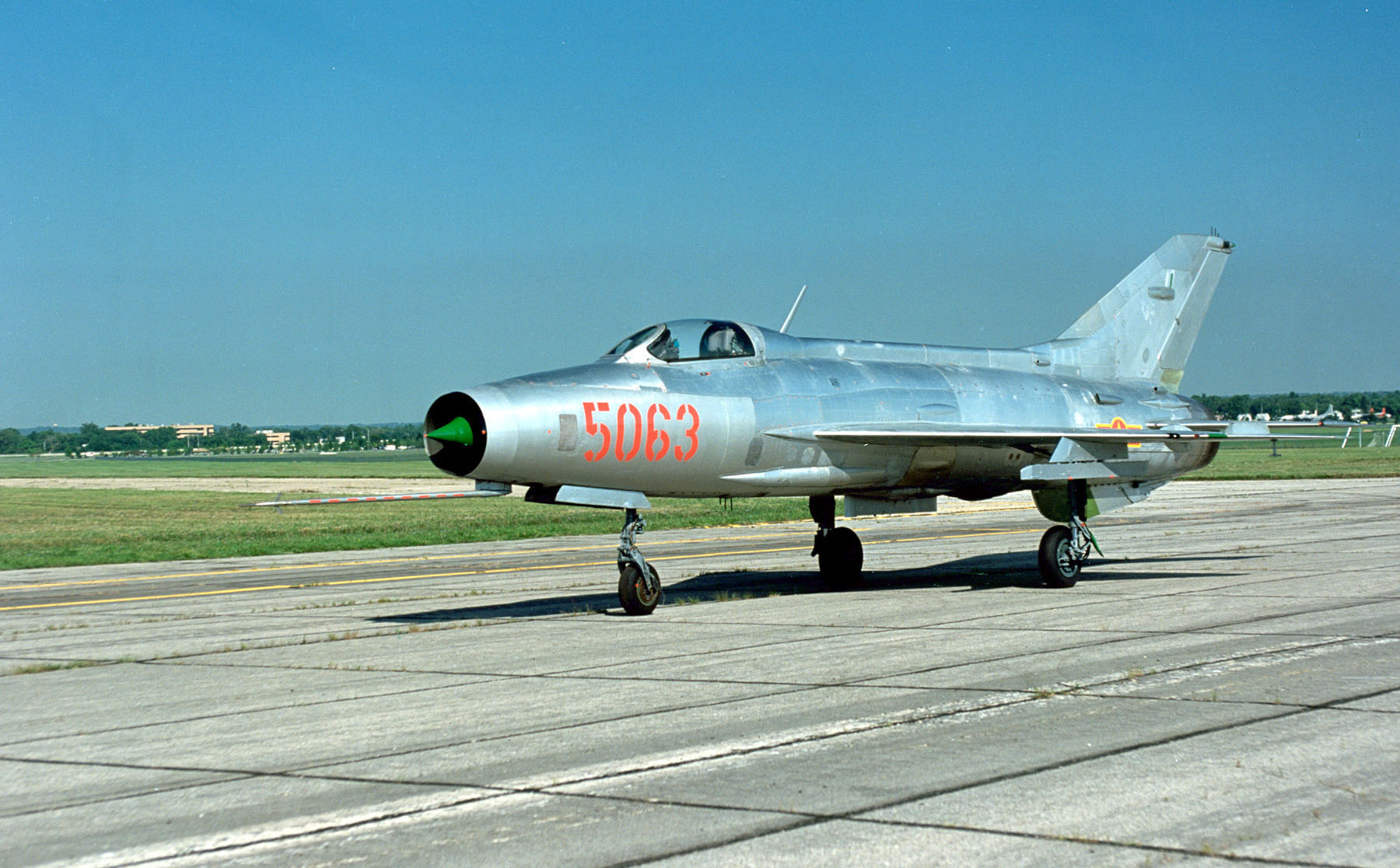
Un MiG-21F amb els símbols de la Força Aèria nord-vietnamita exposat al Museu Nacional de les Forces Aèries dels Estats Units.

El MiG-21, que inicialment aconseguia anomenada durant la Guerra Del Vietnam, en la qual veié acció extensa, estava dissenyat per la intercepció guiada des de terra en mission de curt abat, que és precisament el tipus de missions que es realitzaven a l'espai aeri sobre North Vietnam. El primer MiG-21 va arribar directament de la Unió Soviètica per vaixell l'abril de 1966 i després de ser descarregat i muntat va passar a la unitat de caces més antiga: el 921è Regiment de Caça, que s'havia fundat el 3 de febrer de 1964 com a unitat de MiG-17. Per contra el 923è Regiment, que era més nou i menys experimentat, continuarien operant estrictament amb MiG-17. Per altra banda el 925è operava amb MiG-19 (la versió xinesa Shenyang J-6). El 3 de febrer de 1972 l'exèrcit de l'aire de Vietnam del Nord va instaurar el seu quart i darrer (durant la guerra) "regiment de caces": el 927è equipat amb MiG-21PFM (Tipus 94).
El MiG-21 era una de les aeronaus de caça més avançades del seu temps i encara que 13 dels asos de Vietnam del Nord assoliren les seves victòries mentre volaven amb el MiG-21, mentre que només 3 ho aconseguiren amb el MiG-17, es pensa que molts pilots preferien volar amb el MiG-17, ja que aquest era més maniobrable (degut a la menor càrrega alar) i també a què la cabina tenia millor visibilitat. Tanmateix, aquesta no és la impressió percebuda per l'autor britànic Roger Boniface quan entrevistava Pham Ngoc Lan i l'as Nguyn Nht Chiêu (que va volar i aconseguí victòries aèries tant en el MiG-17 com en el MiG-21) - Pham Ngoc Lan va declarar a Boniface que "El MiG-21 era molt més ràpid, i tenia dos míssils d'Atoll que eren molt precisos i fiables quan es disparaven entre 1.000 i 1.200 iardes.", i Nguyn Nht Chiêu afirmava que "... jo personalment preferia el MiG-21 perquè era superior en totes les especificacions en ascensió, velocitat i armament. El míssil Atoll era molt precís i vaig aconseguir-hi quatre victòries aèries. […] En condicions de combat normals estava sempre segur d'abatre un F-4 Phantom mentre pilotava un MiG-21."
El MiG-21 tenia mancances respecte als caces polivalents americans contemporanis: falta d'un radar de llarg abast, menys míssils i capacitat de càrrega d'armes. Tot i això va demostrar ser un adversari capaç en mans de pilots experts, sobretot quan era utilitzat en missions d'intercepció ràpida dirigides des de terra (localitzant els objectius amb radars terrestres i coordinant la intercepció des de centres de control de les bases). Els MiG-21 eren capaços d'interceptar els grups d'atac d'F-105 i destruir-los o obligar que llancessin la càrrega de bombes per a escapar-se.
Després d'un milió de sortides de combat i quasi 1.000 avions americans perduts l'operació 'Rolling Thunder' acabà l'1 de novembre de 1968. Les fortes pèrdues davant dels caces MiG enemigs, més petits i àgils, durant la primera part de la guerra portaren a les forces aèries i la marina americanes a crear programes d'entrenament específics. Aquests utilitzaven el caça subsònic A-4 Skyhawk, així com els supersònics Northrop F-5 i l'F-106 Delta Dart (capaç d'arribar a 2,4 vegades la velocitat del so). Fent una anàlisi de tota la guerra, entre el 3 d'abril de 1965 i el 8 de gener de 1973, ambdós combatents acabaren reclamant ràtios de victòries aèries favorables.
L'amenaça més gran per al Vietnam del Nord durant la guerra sempre eren els B-52 Stratofortress de SAC (l'Strategic Air Command, és a dir els bombarders de llarg abast americans). Els interceptors MiG-17 i MiG-19 de Hanoi no podrien aturar aquests bombarders degut a la gran altura a què volaven. L'estiu de 1972 les forces aèries nord-vietnamites van entrenar dotze pilots de MiG-21 per a la missió específica d'atacar i abatre els B-52, 8 dels quals especialitzant-se en atacs nocturns.
El 26 de desembre de 1972, dos dies després l'artiller de cua d'un B-52 Albert Moore destruís un MiG-21, el pilot nord-vietnamita Pahm Tuân va reclamar haver abatut un B-52 sobre l'espai aeris de Hanoi. Els Stratofortress es trobaven a una altura de 9.000 metres en missió de bombardeig de l'operació 'Linebacker II' quan el comandant Tuân va disparar dos míssils aire-aire Atoll a una distància 2 quilòmetres, afirmant haver destruït un dels bombarders dels tres que volaven en formació. Què sembla haver passat de fet, era que ataqui l'última cèl·lula de tres bombarder d'un grup de quatre. Mentre els seus míssils fallaven el seu objectiu, els B-52 començaren maniobres evasives i llavors un altre B-52 fou destruït per un míssil SAM de la defensa antiaèria, això pot haver fet que Tuân pensés que els seus míssils destruïen un dels B-52.
El bàndol vietnamita també reclama una altra victòria que diuen va tenir lloc el 28 de desembre de 1972, en una missió sobre Vu Xuan Thieu d'un MiG-21 de la 921a Força. Segons la versió vietnamita el MiG-21 de Thieu s'acostà massa a prop del bombarder en llençar l'atac, resultant destruït per l'explosió dels seus propis míssils conjuntament amb un B-52 enemic. En aquest cas la versió vietnamita sembla una fabricació completa: mentre que un MiG-21 va ser destruït per F4-Phantom americans aquella nit (el qual podia haver estat el MiG de Thieu), cap B-52 va ser perdut en aquesta data a la ubicació donada.
El MiG-21 té un límit de 3G en la maniobrabilitat en altura això, sumat a l'arc limitat en el qual els seus míssils es podien disparar, expliquen els pobres resultats en combat.
Registre anual de victòries aèries amb MiG-21 implicats.
- 1966: Els Estats Units reclamen haver destruït 6 MiG-21, i el Vietnam del Nord en reclama 4 McDonnell Douglas F-4 Phantom II i 11 F-105 Thunderchief abatuts per MiG-21.
- 1967: Els Estats Units reclamen haver destruït 21 MiG-21, mentre que Vietnam del Nord reclama que els seus MiG-21 van abatre a 17 F-105 Thunderchief, 11 McDonnell Douglas F-4 Phantom II, i 2 RF-101 Voodoo, un A-4 Skyhawk, un F-8 Crusader, un B-66 Destroyer i tres avions més sense identificar.
- 1968: Els Estats Units reclamen haver destruït 9 MiG-21, mentre que Vietnam del Nord reclamen 17 avions americans abatuts per MiG-21.
- 1969: Els Estats Units reclamen haver destruït 3 MiG-21 i un avió no tripulat Firebee fou destruït per un MiG-21 nord-vietnamita.
- 1970: Els Estats Units reclamen haver destruït 2 MiG-21, Vietnam del Nord reclama que els seus MiG-21 havien destruït un McDonnell Douglas F-4 Phantom II i un helicòpter CH-53 Sea Stallion.
- 1972: Els Estats Units reclamen haver destruït 51 MiG-21; mentre que Vietnam del Nord reclamava 53 avions americans abatuts per MiG-21 incloent-hi dos B-52 Stratofortress. El general soviètic Fesenko, principal assessor soviètic de l'Exèrcit de l'Aire Vietnamita,[35] va registrar unes pèrdues en combat l'any 1972 de 34 MiG-21, 9 MiG-17 i 9 MiG-19.[35]

### Conflictes àrabo-israelians

Mikoian-Gurévitx MiG-21PF

El MiG-21 també s'ha utilitzat extensament en els conflictes d'Orient Mitjà del 1960, 1970 i 1980 per les forces aèries d'Egipte, Síria i l'Iraq. El MiG-21 primer es va enfrontar als Mirage IIIC israelians el 14 de novembre de 1964, però no va ser fins al 14 de juliol de 1966 quan el primer MiG-21 va ser abatut. Sis MiG-21 sirians foren abatuts pels Mirage israelians el 7 d'abril de 1967. El MiG-21 també es va enfrontar als F-4 Phantom II i als A-4 Skyhawk. Posteriorment ja es va veure àmpliament superat per dissenys occidentals més moderns com l'F-15 Eagle i l'F-16 Fighting Falcon, adquirits per Israel a mitjans de la dècada del 1970.
Durant els atacs inicials de la Guerra dels Sis Dies de 1967, la força aèria israeliana va realitzar 4 onades d'atac que danyaren considerablement les forces aèries àrabs. En el primer atac els israelians afirmaren haver destruït 8 avions de combat egipcis en combat aeri (dels quals 8 MiG-21). Mentre que declaracions d'Egipte asseguraven haver destruït deu aeronaus israelianes, la meitat dels quals victòries dels seus MiG-21PF. Durant la segona onada els israelians afirmaven que 4 MiG-21 foren destruïts en combat aeri i 3 en la tercera. En la darrera onada afirmen haver-ne destruït un de sirià mentre encara es trobava estacionat a terra. En total els egipcis perdien al voltant de 100 aeronaus dels aproximadament 110 MiG-21 que tenien, quasi tots destruïts mentre es trobaven estacionats a les bases. Els sirians perdien 35 dels 60 MiG-21 que disposaven entre pèrdues a l'aire i a terra.
Entre el final de la Guerra dels Sis Dies i el començament de la Guerra de Desgast, els caces Mirage va destruir sis MiG-21s egipcis, a canvi de 2 Mirage (i un tercer probables) abatuts pels avions egipcis. Durant la Guerra d'Atrició mateixa, els israelians acabaren reclamant 56 MiG-21 egipcis abatuts, mentre que aquests afirmaven haver destruït entre 12 (victòries confirmades) i 14 caces israelians. Durant aquest mateix període els israelians reclamaven un total de 25 MiG-21 sirians destruït mentre que els sirians afirmaven tres victòries i una quarta probable contra els caces de la força aèria israeliana.
Les fortes pèrdues contra els caces israelians i també degudes als bombardeigs de les bases obligaren als israelians a demanar ajuda a l'URSS. El juny de 1970 arribaren al país pilots soviètics i instal·lacions de míssils antiaeris amb el seu personals. El 22 de juny de 1970 un pilot Soviètic que volava en un MiG-21MF egipci va disparar i abatre un A-4 Skyhawk israelià. Després de reeixir en diversos ocasions i que els pilots soviètics abatessin un altre A-4 israelià el 25 de juliol, aquest es decidiren a planejar una emboscada per acabar amb aquesta amenaça. El juliol 30 F-4s israelians atreien els MiG-21 soviètics a una àrea on eren havien de ser emboscats per un segon grup de caces israelians. En l'acció que va seguir Asher Snir, que volava en un Mirage III, destruïa el primer MiG-21 soviètic; per la seva banda Avihu Ben-nun i Aviam Sela, els dos pilotant F-4E, cada un aconseguia una victòria, i un altre pilot israelià sense identificar aconseguia destruir un quart MiG-21 pilotat pels soviètics. Tres pilots soviètics moriren i les autoritats militars soviètiques estaven alarmades per les pèrdues sofertes. Tanmateix, els pilots de MiG-21 soviètics i els equips de míssils antiaeris destruïen un total de 21 aeronaus israelianes, ajudant a convèncer els israelians per signar un acord d'alto el foc.
El setembre de 1973 una es va produir una gran batalla aèria entre els sirians i els israelians; amb un resultat final de 12 MiG-21 sirians destruïts (segons fonts israelianes) i 8 avions israelians destruïts per 5 MiG-21 perduts (segons fonts sirianes).

### Etiòpia
Durant la Segona guerra etíop-somali els MiG-21 etíops, pilotats per pilots soviètics i cubans van atacar les forces somalis.

### Asos de MiG-21 coneguts
Diversos pilots de MiG-21 han aconseguit l'estatus d'as aeri (5 o més victòries aèries confirmades):
- Força Aèria de la República Popular del Vietnam en destaca Nguyễn Văn Cốc amb 9 victòries (el més reeixit pilot de MiG-21).[37] A part de Nguyễn 12 pilots vietnamites més aconseguiren aquest grau són:[2] Nguyễn Hồng Nhị i Mai Văn Cường (cadascun amb 8 victòries), Đặng Ngọc Ngự (7 victòries), Vũ Ngọc Đỉnh - Nguyễn Ngọc Độ - Nguyễn Nhật Chiêu - Lê Thanh Đạo - Nguyễn Đăng Kỉnh - Nguyễn Đức Soát - Nguyễn Tiến Sâm (tots ells amb 6 victòries) i Nguyễn Văn Nghĩa (amb 5 victòires). Segons informacions del govern americà el coronel soviètic Vadim Petrovich Shchbakov també va assolir l'estatus d'as, amb 6 victòries, mentre exercia de pilot instructor durant la Guerra del Vietnam.[38]

- Força Aèria Siriana tres pilots sirians també han arribat a asos volant amb MiG-21:[39] M. Mansour (amb 5 victòries i una probable), B. Hamshu (amb 5 victòries) i A. el-Gar[39] (que aconseguí 4 victòries i una de compartida). Totes aquestes victòries es realitzaren durant els enfrontaments amb Israel entre 1973 i 1974.

- Asos no confirmats, ja que no hi ha confirmació d'algunes de les seves victòries aèries, per falta de registres o d'altres avions que ho confirmessin. Es tracta de l'iraquià S. A. Razak[40] amb 4 victòries durant la guerra entre Iran i Iraq; i A. Wafai[41] pilot egipci amb quatre victòries contra avions israelians.

## Variants
(Tota la informació d'aquesta secció és adaptada del llibre "MiG-21" de Yefim Gordon i Keith Dexter, ISBN 978-1-85780-257-3.')

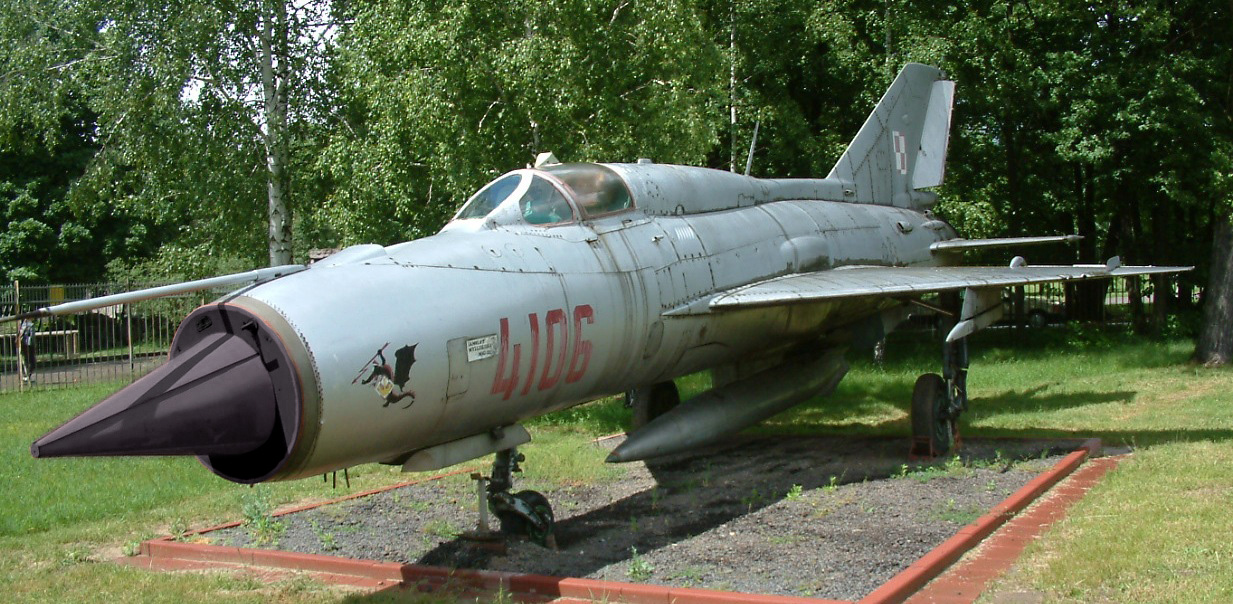
MiG-21PFM de l'Exèrcit de l'Aire Polonès que forma part del 10è Regiment de Caces.

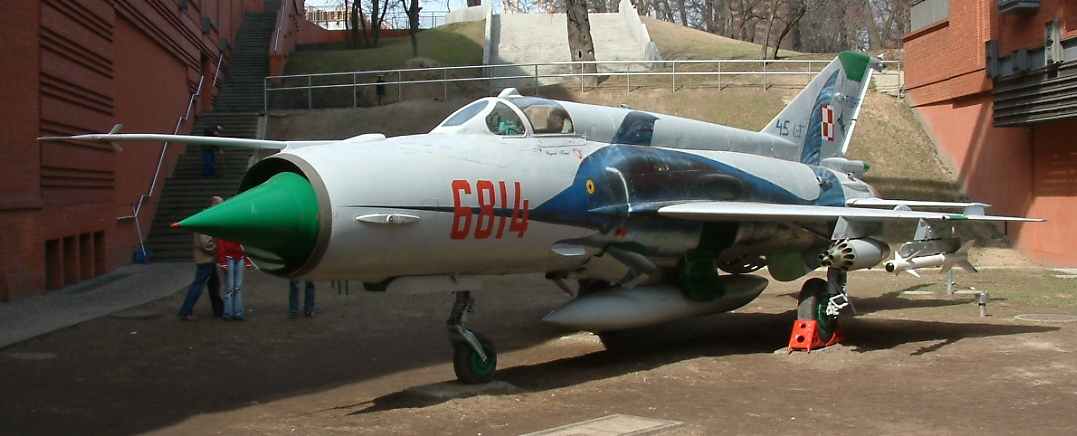
MiG-21MF de l'Exèrcit de l'Aire Polonès que forma part del 3r Esquadró Tàctic.

Generació "zero" (1954–1956)
Els primers models i prototips incloent els primers avions de preproducció. Les versions principals són: Ye-1, Ye-2, Ye-2A/MiG-23, Ye-4, Ye-50, Ye-50A/MiG-23U, Ye-5, MiG-21.
Primera generació (1957–1961)
Les primeres versions produïdes massivament així com models de desenvolupament posterior. Les versions principals són: Ye-6, Ye-50P, MiG-21F, Ye-6T, MiG-21P-13, MiG-21F-13, Ye-6V.
Segona generació (1961–1966)
Further developments led to more advanced versions as dedicated interceptors which underwent near-constant refinements; a dedicated reconnaissance version (with interceptor capability) and a nuclear-strike variant were also developed. Les versions principals són: : MiG-21PF/FL, Ye-7SPS, MiG-21PFS, Ye-7M, MiG-21PFM, Ye-7R, MiG-21R, Ye-7S, MiG-21S, MiG-21N, MiG-21PD.
Tercera generació (1968–1972)
Development of the MiG-21 kept constantly moving with the times, from the MiG-21M to the ultimate variant, the MiG-21bis produced into the 1980s. Les versions principals són: MiG-21M, MiG-21I, MiG-21K, MiG-21Sh, MiG-21SM, MiG-21MF, MiG-21DF, MiG-21SMF, MiG-21MT, MiG-21SMT, MiG-21ST, MiG-21bis.
Variants d'entrenament (1960–1968+)
Les versions d'entrenament del MiG-21 van començar a desenvolupar-se el 1960 i van continuar fins al model final l'any 1968. Les versions principals són: Ye-6U, MiG-21U, MiG-21US, MiG-21UM.

## Operadors

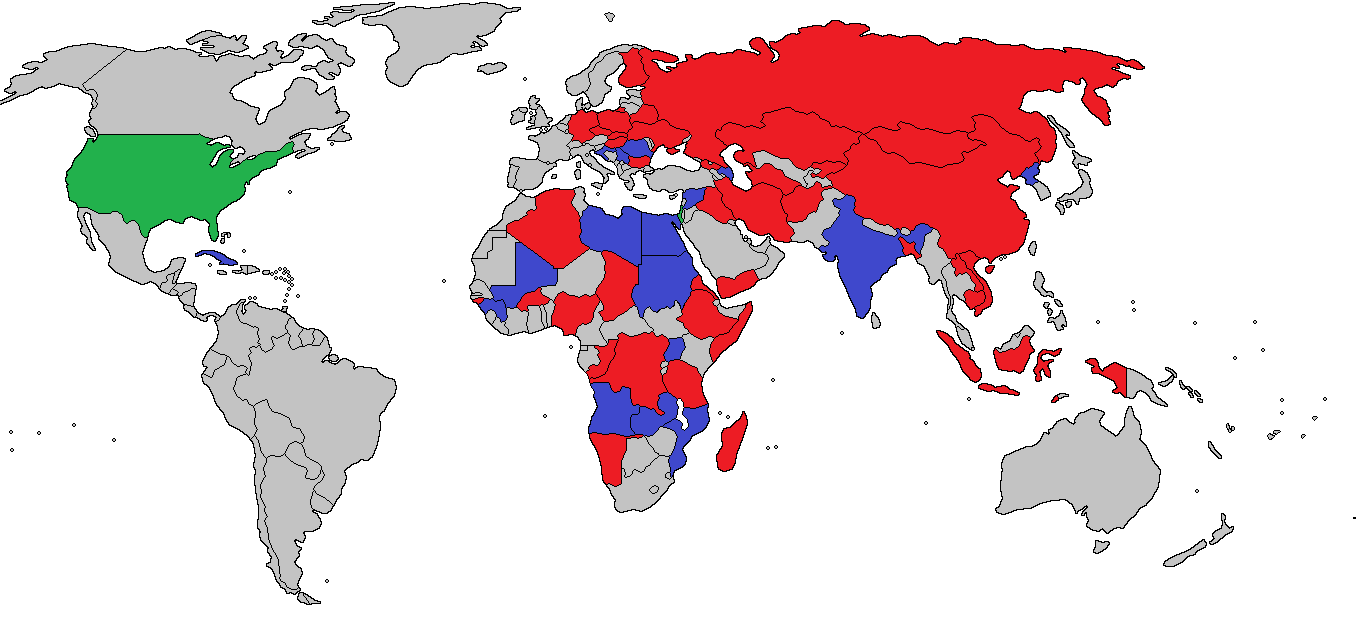
Operadors del MiG-21 (els antics operadors en vermell)

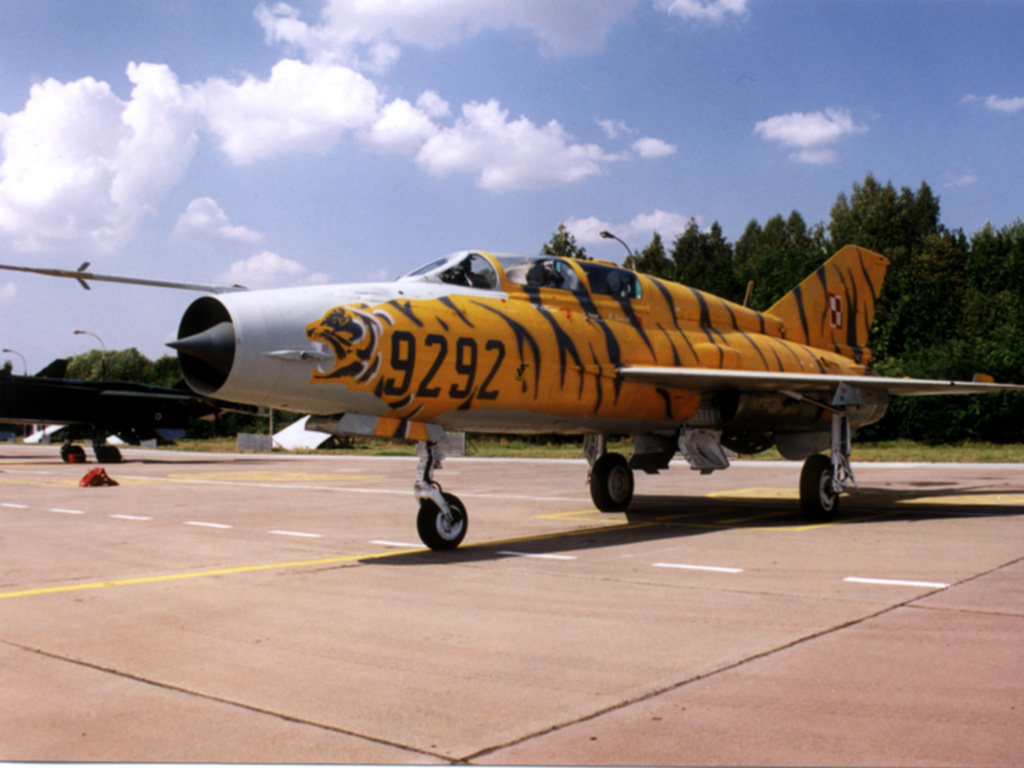
Un MiG-21UM, biplaça, del 3r Esquadró Tàctic de la Força Aèria Polonesa

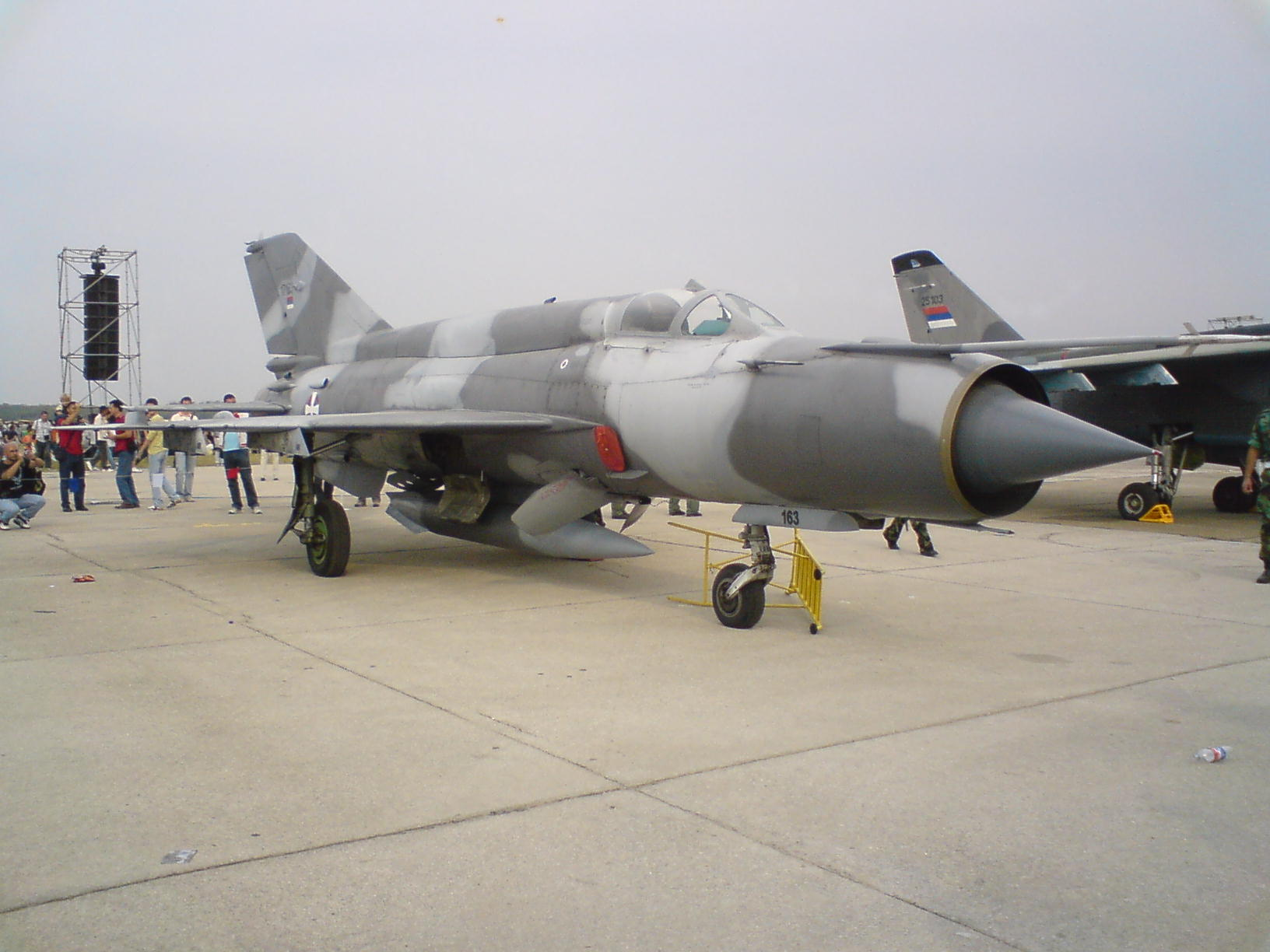
Un MiG-21 bis de la Força Aèria Sèrbia

Un MiG-21 búlgar en pista a la base aèria de Graf Ignatievo

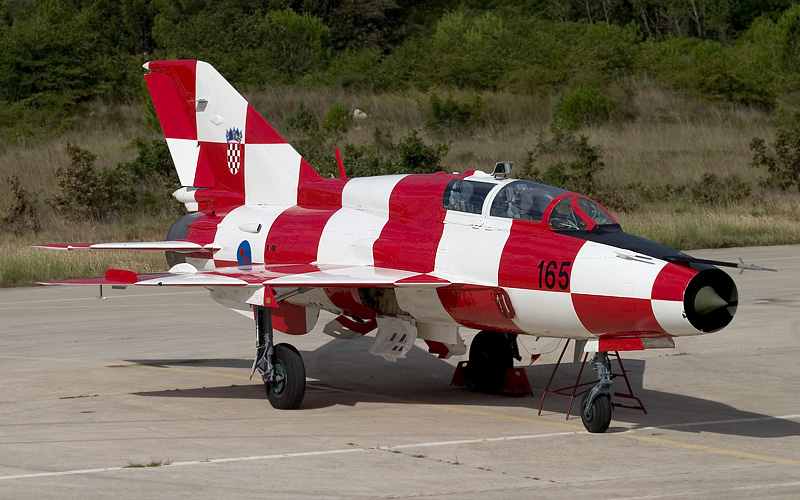
MiG-21 UMD de la Força Aèria Croata

### Usuaris actuals
Aquesta llista no inclou els operadors del model xinès Chengdu J-7 (produït sota llicència i llavors copiat i evolucionat independentment):
- Azerbaijan[2]
- Bulgaria[2]
- Cambodia[2]
- Croatia[2]
- Cuba[2]
- Egypt[2]
- Ethiopia[2]
- India[2]
- Libya[2]
- Mali[2]
- North Korea[2]
- Romania[2]
- Serbia[2]
- Syria[2]
- Uganda[2]
- Vietnam[2]
- Yemen[2]
- Zambia[2]

### Antics usuaris
- Afghanistan[2]
- Algeria[2]
- Angola[2]
- Bangladesh[2]
- Belarus
- Burkina Faso[2]
- Chad[2]
- China[2]
- Rep. del Congo[2]
- R.D. del Congo[2]
- Czechoslovakia[2]
- Czech Republic[2]
- East Germany[2]
- Eritrea[2]
- Finland[2]
- Germany[2]
- Georgia[2]
- Guinea[2]
- Guinea Bissau[2]
- Hungary[2]
- Indonesia[2]
- Iran
- Iraq[2]
- Israel[2]
- Kyrgyzstan[2]
- Laos[2]
- Madagascar[2]
- Mongolia[2]
- Mozambique[2]
- Namibia[2]
- Nigeria[2]
- Poland[2]
- Russia[2]
- Slovakia[2]
- Somalia[2]
- Soviet Union[2]
- Sudan[2]
- Tanzania[2]
- Turkmenistan
- USA[2]
- Ukraine[2]
- North Yemen[2]
- South Yemen[2]
- Iugoslàvia[2]
- Zimbabwe[2]